# Fritz Meyer (Schriftsteller)
Fritz Meyer (* 20. März 1914 in Zürich; † 7. Juli 1964 ebenda) war ein Schweizer Schriftsteller.

## Leben
Fritz Meyer wuchs in Zürich im Quartier Enge auf und besuchte das Lehrerseminar Küsnacht. Nach Abschluss der Schule unterrichtete er ein Jahr als Primarlehrer und begann dann eine Ausbildung zum Sekundarlehrer in Zürich. In diese Zeit fallen längere Auslandaufenthalte in London (1934) und Paris (1935 und 1937). 1937 trat er eine Stelle als Sekundarlehrer in Bassersdorf bei Zürich an. Während des Zweiten Weltkriegs wurde er mehrfach zum Militärdienst eingezogen.
Seit 1945 verfasste Meyer Rezensionen, unter anderem für die Neue Zürcher Zeitung. Im April 1946 gab er seine Stelle als Lehrer auf und ging als freier Schriftsteller gemeinsam mit der Malerin Isebies Chessex nach Paris. Das Paar schloss sich der Bohème an und lebte in ärmlichen Verhältnissen. Unter dem Druck von Chessex’ Eltern heirateten die beiden 1949 und wurden fortan finanziell unterstützt.
1954 erschien Meyers erste Veröffentlichung, Trois récits, in französischer Sprache bei den Éditions de Minuit. In kurzer Folge erschienen anschliessend der Roman Ich unter anderem (1957), der Erzählband Die Eröffnung des Denkmals (1958) und der Kurzroman Cyrill suchen (1959) im Zürcher Verlag Fretz & Wasmuth. Anschliessend schrieb Meyer fast ausschliesslich Tagebuch.
Er starb im Alter von fünfzig Jahren an seiner Alkoholsucht.

## Werke
- Trois récits. Éditions de Minuit, Paris 1954.
- Ich unter anderem. Roman. Fretz & Wasmuth, Zürich 1957.
  - Neuauflage: Ich unter anderem. Roman. Mit einem Nachwort von Felix E. Müller. Atlantis, Zürich 2022.
- Die Eröffnung des Denkmals. Erzählungen. Fretz & Wasmuth, Zürich 1958.
- Cyrill suchen. Aufzeichnungen des seit 1958 verschollenen Fred von R**. Roman. Fretz & Wasmuth, Zürich 1959.
- Trilogie. Roman. Aus dem Nachlass hrsg. von Felix E. Müller. Selbstverlag, Zürich 1978.